# Фазылов, Хатип Сарварович
 Хатип Сарварович Фазылов  (род. 25 апреля 1960) — заслуженный художник РБ (2001), председатель Союза художников Республики Башкортостан (2005).

## Биография
Хатип Сарварович Фазылов родился 24 апреля 1960 года в деревне Янаулово Абзелиловского района Республики Башкортостан. В 1979-м году окончил художественное отделение Уфимского училища искусств.
В составе творческой группы художников России работал на Академической даче имени Ильи Репина (Вышний Волочек, Тверская область), затем в творческой лаборатории художников тюркоязычных стран фонда «Тюрксой» (Турция).
С 1980 года — участник республиканских, региональных, зональных, всероссийских, всесоюзных, международных и групповых выставок. Член Союза художников России с 1990 года.
В 1995 году возглавил творческое объединение художников «Артыш». С 2001 года — заместитель председателя правления Союза художников республики, с октября 2005-го — председатель правления СХ РБ.
Заслуженный художник РФ и РБ (2001,2012). Живёт в Уфе.
Руководитель ТО «Артыш» с 1995 года.
Произведения Фазылова хранятся в БГХМ им. М. В. Нестерова (Уфа), Магнитогорской КГ (Челябинская обл. РФ), ВЗ г. Когалыма (Тюменская обл. РФ), ГНИ «Урал» МК и НП РБ (Уфа), Туймазинском историко-краеведческом музее (г. Туймазы, РБ).

## Основные работы
«Башкирская легенда (Семь девушек)», «Старая печь», «Древо жизни. Шэжэре», «Мугалим. Народный учитель», «Сэсэн», «Сон», «Всадник на фоне гор», «Автопортрет. Сквозь времена», «Мелодия гор», «Рогервикский марш», «Звонкий день»,2008 .

## Выставки
С 1980 года — участник республиканских, региональных, зональных, всероссийских, всесоюзных, международных и групповых выставок.

## Награды
- Серебряная медаль «Традиции, духовность, мастерство» Секретариата СХ РФ (2008).
- Заслуженный художник РФ (2012).
- Премия имени Салавата Юлаева (2020)[2]